# Каспля-1
 Ка́спля-1 — село в Смоленской области России, в Смоленском районе. Расположено в западной части области в 33 км к северо-западу от Смоленска на автодороге Р133 Смоленск — Невель, по обоим берегам реки Каспля. Река делит поселение на две части Каспля-1 и Каспля-2. 
Население — 464 жителя (2010 год). Административный центр Касплянского сельского поселения.